# Telegraph-Journal
Pour les articles homonymes, voir Télégraphe (homonymie).
Le Telegraph-Journal est un quotidien de langue anglaise publié à Saint-Jean, au Nouveau-Brunswick.
Il est distribué dans toute la province mais comporte des sections propres à la ville de Saint-Jean pour les sports et les nouvelles locales. Son tirage est de l'ordre de 75 000 exemplaires.
Le journal était la propriété de Brunswick News, une filiale de J.D. Irving, avant d'être vendu à Postmedia en 2022. 

## Journalistes célèbres
- William Michael Ryan